# Dean Walsh
Dean Walsh (* 25. Juni 1994 in Wexford) ist ein irischer Boxer.

## Karriere
Dean Walsh begann 2001 mit dem Boxsport und war Teilnehmer der Junioren-Europameisterschaften 2010 in der Ukraine, wo er den sechsten Platz erreichte. 2011 gewann er die Silbermedaille bei den irischen Jugendmeisterschaften, sowie die Goldmedaille bei den irischen Intermediate-Meisterschaften 2012, den irischen U22-Meisterschaften 2013 und den irischen Elite-Meisterschaften 2014. Beim Feliks Stamm Tournament 2014 gewann er eine Bronzemedaille, nachdem er im Halbfinale gegen Witali Dunaizew ausgeschieden war. Beim Chemiepokal 2014 in Deutschland und den EU-Meisterschaften 2014 in Bulgarien, blieb er medaillenlos.
2015 gewann er erneut die irischen Meisterschaften mit Finalsieg gegen Raymond Moylette und startete bei den Europaspielen 2015 in Aserbaidschan, wo er nach Niederlage im Viertelfinale gegen Kastriot Sopa den siebenten Rang erreichte. Sein bis dahin größter Erfolg war der Gewinn einer Bronzemedaille im Halbweltergewicht bei den Europameisterschaften 2015 in Bulgarien, nachdem er im Halbfinale erneut gegen Witali Dunaizew unterlegen war. Bei den Weltmeisterschaften 2015 in Katar verlor er im ersten Kampf gegen Luis Arcón.
Bei den Olympiaqualifikationsturnieren 2016 in der Türkei und Aserbaidschan, scheiterte er an Collazo Sotomayor und Airin Ismetow. 2016 und 2017 gewann er erneut den Irischen Meistertitel.

## Sonstiges
Er ist der Neffe von Billy Walsh, dem ehemaligen Cheftrainer der irischen Boxnationalmannschaft und späteren Cheftrainer der US-Nationalmannschaft.